# Міфи про походження мов
У міфах народів світу є багато етіологічних сюжетів, що стосуються походження та розвитку національних мов і причин, що зумовили сучасне розмаїття мов. Ці міфи мають як низку спільних рис (зокрема, використання сюжету про всесвітній потоп і Вавилонську вежу), так і суттєві відмінності, зумовлені особливостями етногенезу різних народів. Міфи про походження мов зазвичай належать до загальніших міфів походження, але водночас є відмінності в міфологічних сюжетах: деякі міфи стверджують, що мова була дана творцем людям із самого моменту їхнього створення, інші — що мова була дана людям пізніше як «особливий дар».

## Міф про Вавилонську вежу

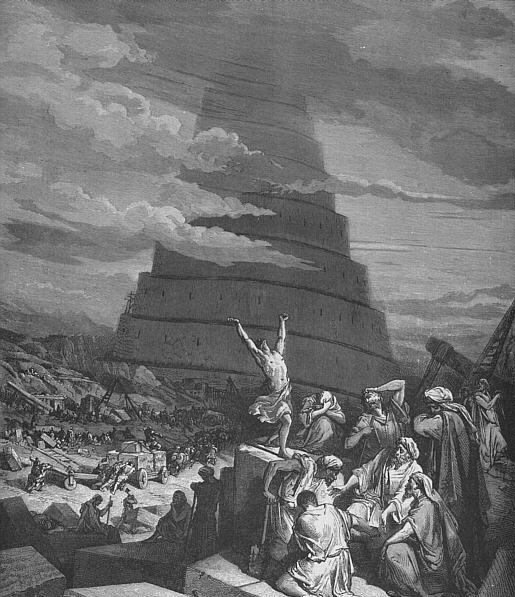
«Змішування мов», ксилографія Г. Доре, що показує змішання мов у будівельників Вавилонської вежі.

Одним із найпоширеніших міфів про відмінність мов є біблійний міф, пов'язаний із будівництвом Вавилонської вежі. У ньому розповідається, що Бог карає людство за зарозумілість і непослух змішанням мов, через що люди не можуть порозумітися. При цьому наявність переказів, схожих на міф про Вавилонську вежу, етнографи зазначали серед найбільш ізольованих народностей усіх материків. Ці перекази можна розділити на три різновиди: у переказах першого йдеться про велике будівництво без згадки про поділ мов (поширений у народностей Африки, Індії, Мексики, Іспанії, М'янми); перекази другого виду (характерні для народів Стародавньої Греції, Африки, Індії, Австралії, США, Центральної Америки) викладають свої версії походження мов, не згадуючи про будівництво, а перекази третього виду, як у Біблії, об'єднують ці дві події.
Усі люди на землі мали одну мову та однакові слова. Рушивши зі Сходу, вони знайшли в землі Сеннаар долину й оселилися там. І сказали один одному: наробимо цегли й обпечемо вогнем. І створилася цегла замість каменів, а асфальт - замість вапна. І сказали вони: побудуємо собі місто та вежу до небес; і зробимо собі ім'я, щоб ми не розпорошилися по всій землі. І зійшов Яхве подивитися місто та вежу, що будували сини людські. І сказав Яхве: ось один народ, і мова одна для всіх; це перше, що почали вони робити, і не відстануть вони від того, що надумали робити. Зійдемо ж, і змішаємо там їхні мови, щоб не розуміли вони мови один одного. І розсіяв їх Яхве звідти по всій землі; і вони перестали будувати місто. Тому дано йому ім'я: Бабель (Вавилон), бо там змішав Яхве мови всієї землі, і звідти розсіяв їх Яхве по всій землі.
Втім, пізніше Бог надав апостолам розуміння всіх мов, щоб вони могли проповідувати християнство всім народам.
Коли ж почався день П'ятдесятниці, усі вони знаходилися вкупі. І зухвало зчинився шум із неба, ніби буря раптова зірвалася, і переповнила весь той дім, де сиділи вони. І з'явилися їм язики поділені, немов би огненні, та по одному осів на кожному з них. Усі ж вони сповнились Духом Святим, і почали говорити іншими мовами, як Дух давав їм промовляти. У Єрусалимі жили юдеї, люди набожні, від усякого народу під небом. Щойно стався цей шум, зійшлося багато народу, і захвилювалися, коли почули, що кожний говорить до них їхньою власною мовою. І всі дивувались і дивувались, кажучи один до одного: ці, що говорять не галілеяни? Як же ми чуємо кожен своє наріччя, у якому народилися. Парфяни, і мідяни, і з Елами, і жителі Месопотамії, Юдеї та Каппадокії, Понту й Азії, Фригії та Памфілії, Єгипту й околиць Лівії, що біля Кіренеї, і римляни що прийшли, юдеї й прозеліти, критяни й араби, чуємо їх нашими мовами, шо говорять вони про великі діла Божі? І з дива, і безпорадні були, і говорили один до одного: Що це означає? А інші казали глузуючи: вони напилися солодкого вина. Петро ж, ставши з одинадцятьма, підняв свій голос і промовив до них: Мужі юдейські та мешканці Єрусалиму! Нехай вам оце стане відоме, і послухайте слів моїх…

## Європа
У Стародавній Греції був міф про те, що люди століттями жили без міст і законів під владою Зевса й говорили однією мовою. Гермес переклав мови людей, після чого стався поділ народів і мов, а Зевс передав царську владу правителю Аргосу Форонею.
У скандинавській міфології мову — дар третього сина Бора, бога Ве, який разом з братами Вілі й Одіном створив Мідґард — світ людей. У «Молодшій Едді» описано те, як «сини Бора» знайшли на березі моря бездиханних і «позбавлених долі», у вигляді деревних прообразів, перших людей — Аска та Емблу. Одін дав їм життя та душу, Вілі — розум і рух, а Ве — зовнішній вигляд, мову, слух і зір.

## Азія

### Індія
В індійській міфології є богиня Вач, що уособлює мову. У «Ріґведі» Вач присвячений один гімн (РВ X, 125), у якому її ім'я прямо не називають, але роблять постійні звукові натяки про богиню. В епічний період Вач перетворюється на богиню мудрості та красномовства; вона ототожнюється із Сарасваті, річкою й річковою богинею, і вважається дружиною Брахми. Її батьком є той же Брахма («Бхаґавата-Пурана») або Дакша («Падма-Пурана»).
Тамільська мова, одна з 23 офіційних мов Індії, згідно з індуїстською легендою, була створена богом Шивою, а бог Сканда та божественний мудрець Агастія дали її людям.

### Андаманські острови
Традиційні вірування корінних жителів Андаманських островів, які розташовані в Бенгальській затоці, описують мову, яку дав людям бог Пулугу, який створив першу людину Томо і його дружину Міту. Цю мову назвали «боджиґ-яб», і, на думку тубільців, є їхньою «рідною мовою», якою вони говорять і сьогодні.

## Америка

### Північна Америка
Згідно з дослідженнями Дж. Фрейзера, у міфології індіанських племен Америки — від Вогненної Землі до Аляски — зустрічаємо сюжет про Всесвітній потоп, після якого змінилася мова в людей, які пережили лихо.
Згадки про потоп є, наприклад, у переказах індіанців племені Каски, що живуть в основному в Північній Британській Колумбії та на південному сході Юкону. При цьому в переказах розповідається, що «до потопу був тільки один центр, тому що всі люди жили разом в одній країні й говорили однією мовою».
У міфології ірокезів верховний бог Таріен'яваґон («Владика небес») направляє людей у подорожі та селить їх у різних місцях, де змінюються їхні мови.
В індіанських племен — носіїв саліських мов (живуть на північному заході США та південному заході Канади) є міф про те, як суперечка між людьми призвела до виникнення різних мов. Двоє людей з племені посперечалися про те, через що виникає шум, який супроводжує качок у польоті — через повітря, що проходить через дзьоби птахів, або через помахи крил. Щоб розсудити суперечку, вождь племені скликав раду, куди запросив усіх старійшин із навколишніх сіл. Але рада не зійшлася на одній думці, що призвело до розколу — деякі учасники ради покинули її, пішли із селища та поступово почали говорити по-іншому, що призвело до утворення різних мов.
У міфології юки, одного з індіанських племен Каліфорнії, Творець у супроводі койота створює мови та різні племена в різних місцях. Він здійснює довгу подорож, під час якої вночі розкладає палиці, які вранці перетворюються в людей із різними звичаями та мовами.

### Месоамерика
У міфології ацтеків також є міф про потоп, після якого вижив єдиний чоловік — Коксокс і єдина жінка — Шочікецаль. Вони стали пращурами нового племені, у якого спочатку взагалі не було мови, а згодом у кожного члена племені була своя мова, через що вони не могли порозумітися.

### Південна Америка
Легенда індіанців племені тикуна, що проживають у дощових лісах Амазонії, розповідає про те, що всі народи колись були одним плем'ям, яке говорило однією мовою до тих пір, поки вони не з'їли два яйця колібрі. Після цього єдине плем'я розкололося на групи та розсіялося по всій землі.

## Африка
Ва-Санія, одна з етнічних груп сім'ї банту, у своїх міфах розповідають, що спочатку народи землі знали тільки одну мову, але під час масового голоду збожеволіли й розбіглися в усіх напрямках, бурмочучи дивні слова — так з'явилися різні мови.
В африканських традиційних релігіях є боги, що говорять усіма мовами, як-от, Ешу (Елегба) й Орунміла в народу йоруба.

## Австралія та Океанія
Одне з племен корінних австралійців, що мешкають в Південній Австралії, у міфах розповідають, що різноманітність мов виникла через канібалізм. Згідно з цим міфом, колись жила жінка, яку звали Вуррурі, і коли вона померла, її труп з'їли люди з племені рамінджерар. Після цього вони відразу ж почали говорити втямки. Іншим племенам, які прибули на бенкет пізніше, дісталися інші частини тіла Вуррурі, і тому вони заговорили мовою, яка відрізняється від мови рамінджерар.
Інша група австралійців, Ґанвінґу, розповідає про богиню, яка дає кожному зі своїх дітей під час сну свою мову.

### Полінезія
У жителів острова Гао в архіпелазі Туамоту (Французька Полінезія) є міф, дуже схожий на історію про Вавилонську вежу: у ньому розповідається про Бога, який «розізлившись прогнав будівельників, зруйнував будівлю і зробив так, щоб вони говорили різними мовами».

## Книжництво
- Гигин. Мифы. Перевод с латыни Д.О.Торшилова. — СПб : Алетейя, 2000. — 480 с. — ISBN 5-89329-198-0.
- Міфи народів світу. М., 1991—92. У 2 т.